# Таджикистан на Олимпийских играх
Таджикистан, как независимое государство, впервые выступил на летней Олимпиаде 1996 года и с тех пор принимал участие во всех летних Играх. На летних Олимпийских играх 1992 года таджикские спортсмены входили в состав Объединённой команды, а ранее, с 1952 года, выступали под флагом СССР.
В зимних Олимпийских играх Таджикистан принимал участие всего 4 раза. На зимних Олимпийских играх Таджикистан дебютировал в 2002 году на Играх в Солт-Лейк-Сити. Первым участником зимней Олимпиады от Таджикистана был Андрей Дрыгин, выступивший на Играх 2002 года в супергиганте и гигантском слаломе, но оба раза не смог финишировать. Андрей Дрыгин был знаменосцем сборной Таджикистана на церемонии открытия зимних Игр дважды: в 2002 году на Играх в Солт-Лейк-Сити и в 2006 году на Играх в Турине. Андрей Дрыгин был единственным, кто представлял Таджикистан на зимних Играх 2002, 2006 и 2010 годов. Последнее участие Таджикистана в зимних Играх было на Играх 2014 года в Сочи. На зимних Играх 2014 года в Сочи Таджикистан представлял Алишер Кудратов — он выступил в горнолыжном спорте (слалом), но не смог финишировать, в связи с чем выбыл из дальнейших соревнований. В зимних Играх 2018 года в Пхёнчхане Таджикистан не принял участие в связи с тем, что команда таджикских горнолыжников из шести человек не смогла набрать необходимых баллов для получения путёвок для участия в зимней Олимпиаде. Таджикистан также не смог принять участие и в зимних Играх 2022 года в Пекине, поскольку ни один спортсмен из Таджикистана не смог завоевать лицензию для участия в зимней Олимпиаде.
Всего за время выступления в качестве независимой команды спортсмены Таджикистана завоевали 7 олимпийских медалей (1 золотую, 1 серебряную и 5 бронзовых): две медали (1 серебряная и 1 бронзовая) были завоёваны на летней Олимпиаде 2008 года в Пекине и одна бронзовая медаль на летних Олимпийских играх 2012 года в Лондоне. На летних Олимпийских играх 2016 года в Рио-де-Жанейро была завоёвана 1 золотая медаль. На Олимпийских играх 2024 года в Париже было завоёвано 3 бронзовые медали.
За время участия в Олимпийских играх в составе команды СССР и Объединённой команды стран СНГ таджикские спортсмены завоевали 3 олимпийские медали (2 золотые и 1 бронзовую). 1 бронзовая медаль была завоёвана на Летних Олимпийских играх 1976 года в Монреале, 1 золотая медаль — на Летних Олимпийских играх 1980 года в Москве и ещё одна золотая медаль — на Летних Олимпийских играх 1992 года в Барселоне.

## Медалисты
| Медаль  | Спортсмен         | Игры                | Вид спорта      | Дисциплина                       |
| ------- | ----------------- | ------------------- | --------------- | -------------------------------- |
| Серебро | Юсуп Абдусаламов  | 2008 Пекин          | Борьба          | мужчины, вольный стиль, до 84 кг |
| Бронза  | Расул Бокиев      | 2008 Пекин          | Дзюдо           | мужчины, до 73 кг                |
| Бронза  | Мавзуна Чориева   | 2012 Лондон         | Бокс            | женщины, до 60 кг                |
| Золото  | Дильшод Назаров   | 2016 Рио-де-Жанейро | Лёгкая атлетика | мужчины, метание молота          |
| Бронза  | Сомон Махмадбеков | 2024 Париж          | Дзюдо           | мужчины, до 81 кг                |
| Бронза  | Темур Рахимов     | 2024 Париж          | Дзюдо           | мужчины, свыше 100 кг            |
| Бронза  | Давлат Болтаев    | 2024 Париж          | Бокс            | мужчины, до 92 кг                |

## Медальный зачёт

### Медали на летних Олимпийских играх
| Игры                | Золото | Серебро | Бронза | Всего |
| ------------------- | ------ | ------- | ------ | ----- |
| Атланта 1996        | 0      | 0       | 0      | 0     |
| Сидней 2000         | 0      | 0       | 0      | 0     |
| Афины 2004          | 0      | 0       | 0      | 0     |
| Пекин 2008          | 0      | 1       | 1      | 2     |
| Лондон 2012         | 0      | 0       | 1      | 1     |
| Рио-де-Жанейро 2016 | 1      | 0       | 0      | 1     |
| Токио 2020          | 0      | 0       | 0      | 0     |
| 2024 Париж          | 0      | 0       | 3      | 3     |
| Итого               | 1      | 1       | 5      | 7     |

### Медали по видам спорта
Летние виды спорта
| Виды спорта     | Золото | Серебро | Бронза | Всего |
| --------------- | ------ | ------- | ------ | ----- |
| Лёгкая атлетика | 1      | 0       | 0      | 1     |
| Борьба          | 0      | 1       | 0      | 1     |
| Дзюдо           | 0      | 0       | 3      | 3     |
| Бокс            | 0      | 0       | 2      | 2     |
| Всего           | 1      | 1       | 5      | 7     |